# Giovanni Giovenale Ancina
Giovanni Giovenale Ancina (Fossano, 19 octobre 1545 - Saluces, 30 août 1604) est un religieux oratorien italien, professeur de médecine à l’université de Turin puis évêque de Saluces. Il est reconnu bienheureux par l'Église catholique, et fêté le 30 août.

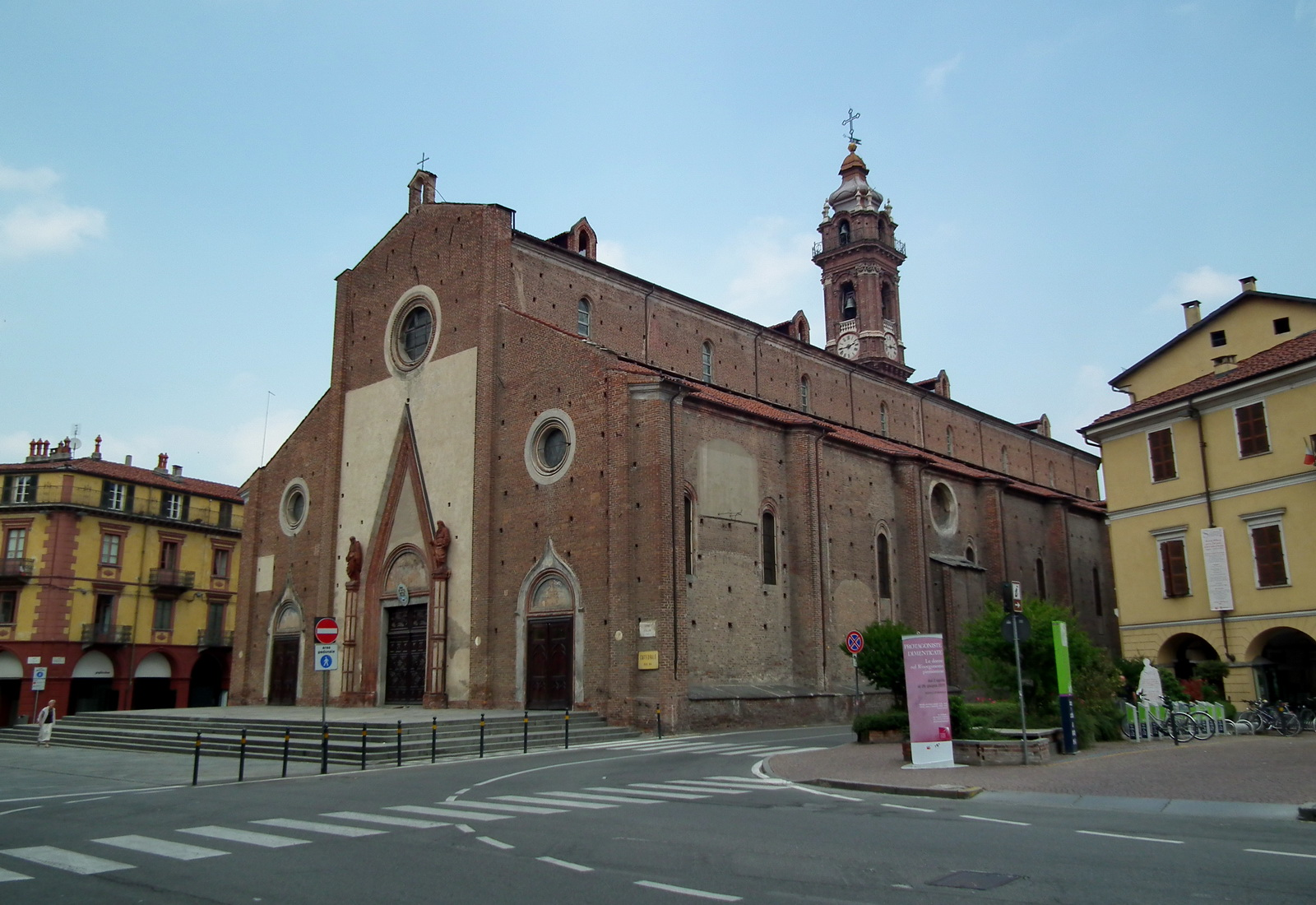
La cathédrale de Saluces.

## Biographie
Né à Fossano le 19 octobre 1545, premier d'une famille de quatre enfants, deux garçons et deux filles, Giovanni Ancina fut frappé dans son enfance par une grave maladie, dont il fut guéri après que ses parents demandèrent l'intercession de saint Juvénal, patron de Fossano. À partir de ce moment, le prénom Giovenale fut attaché à son celui de son baptême.
Il n’avait que quinze ans lorsque ses parents l’envoyèrent à Montpellier pour y achever son éducation. Mais Emmanuel-Philibert, duc de Savoie, ayant créé l’université de Mondovi, rappela tous ceux de ses sujets qui étudiaient en France. Ancina revint dans sa patrie et suivit les cours de philosophie et de mathématiques. 
La culture des sciences exactes ne mit aucun obstacle au penchant qui l’entraînait vers la poésie. Dès l’âge de vingt ans, il publia un ouvrage en vers héroïques intitulé : De Academia subalpina, libri duo, Montréal, Léon. Torrentinus, 1565, in-8°, dédié au duc Emmanuel-Philibert de Savoie. Il alla ensuite à Padoue pour perfectionner ses études en médecine. Il composa dans cette ville un poème intitulé : Naumadria christianorum principum. Il y engageait tous les princes chrétiens à prendre les armes contre les Turcs, et promettait à leurs armes une réussite complète. 
Le duc de Savoie, ayant transféré à Turin l’université de Mondovi, fit appeler Ancina à l’une des chaires nouvellement établies. Ce docteur suivit à Rome, en qualité de médecin, Frédéric Madruce, ambassadeur du duc de Savoie près du Souverain pontife. Philippe Néri venait de fonder la congrégation de l’Oratoire et Ancina se mit sous sa direction. Après de nouvelles études en théologie, il reçut le sacerdoce. 
Charles-Emmanuel Ier demanda pour lui à Clément VIII l’évêché de Saluces. Ancina avait fait paraître dans sa jeunesse un ouvrage sur la pénitence de sainte Marie Madeleine, et un poème à la louange du pape Pie V. Il adressa au Souverain pontife une cantica en cent strophes. Il est consacré évêque le 1er septembre 1602 par Camille Borghèse avec comme co-consécrateurs Guglielmo Bastoni (en) et Juan Esteban Ferrero (en).
Il se lia d'une amitié fraternelle et spirituelle avec saint François de Sales qui fit connaissance des Oratoriens à Rome et qu'il désira aussi installer dans son propre diocèse. Les deux hommes prirent l'habitude de correspondre entre eux régulièrement. Ils se rencontrèrent à Carmagnola le 3 mai 1603 où l'évêque de Genève fit un prêche fort apprécié par son collègue italien. François de Sales attesta de la sainteté d'Ancina dans les années 1660 facilitant les procédures de béatification.
Il était en possession de l’évêché de Saluces depuis deux ans, lorsque la mort l’enleva, le 30 août 1604. L'hypothèse d'un empoisonnement est avancée.  
Giovanni Giovenale Ancina fut déclaré bienheureux par le pape Léon XIII à la basilique papale le 9 février 1890.

### Source
- « Giovanni Giovenale Ancina », dans Louis-Gabriel Michaud, Biographie universelle ancienne et moderne : histoire par ordre alphabétique de la vie publique et privée de tous les hommes avec la collaboration de plus de 300 savants et littérateurs français ou étrangers, 2e édition, 1843-1865 [détail de l’édition]